# Ярмусик, Эдмунд Станиславович
Эдмунд Станиславович Ярмусик (бел. Эдмунд Станіслававіч Ярмусік; 22 февраля 1955, д. Новоселки, Гродненская область) — белорусский историк. Доктор исторических наук, профессор, преподаватель Гродненского государственного университета имени Янки Купалы.

## Биография
Родился 22 февраля 1955 г. в д. Новоселки Гродненской обл. в семье рабочих.
Работал учителем начальных классов Белянской вечерней школы Гродненского р-на (1974). Служил в Советской Армии (1974—1976), работал старшим пионервожатым Польно-Богатырской вечерней школы Гродненского р-на, СШ № 1 г. Гродно, инструктором Ленинского РК КПБ г. Гродно, инструктором отдела школьной молодежи и пионеров Гродненского обкома ЛКСМБ, ответственным секретарем Гродненской областной организации общества «Знание» (1976—1987).
В 1982 году окончил исторический факультет Гродненского государственного университета им. Я. Купалы. На формирование исторического мировоззрения оказали влияние Я. Н. Мараш и В. Н. Черепица.
В 1988 году защитил кандидатскую диссертацию «Интернациональные связи Ленинского Коммунистического Союза Молодёжи Белоруссии и союзов молодёжи европейских социалистических стран. 1971—1980 гг.» (науч. рук. — профессор Д. Б. Мельцер). Доцент (1993).
Старший преподаватель, доцент кафедры истории Беларуси, начальник учебно-методического, учебного отдела, доцент кафедры истории Беларуси (1987—2001), начальник издательского отдела (2001—2003), старший научный сотрудник лаборатории проблем региональной культуры (2003—2005), с 2005 г. — доцент кафедры истории Беларуси, с 2006 по 2013 гг. — декан факультета истории и социологии Гродненского государственного университета им. Я. Купалы. В университете преподаёт историю Беларуси (на белорусском языке) и другие дисциплины.

## Публикации
Автор более 100 работ. Занимается изучением истории католического Костёла в Беларуси. Автор 2 монографий и 76 статей, опубликованных в научных изданиях.
Работы Э. С. Ярмусика получили высокую оценку со стороны научного сообщества как в Беларуси, так и в России, Литве и Польше. Много сил и энергии отдаёт пропаганде исторических знаний и историко-культурного наследия, охране памятников истории и культуры Гродненщины.
- Католический Костел в Белоруссии в годы Второй мировой войны (1939—1945). — Гродно, 2002;
- Католический Костел в Беларуси в 1945—1990 годах. — Гродно, 2006;
- История Беларуси с древнейших времен до нашего времени. — Мн., 1998—2005 (в соавт.);
- Гродна у гады Вялікай Айчыннай вайны (1941—1945 гг.). Да 50-годдзя Вялікай Перамогі. — Гродна, 1995 (у сааут.);
- Памяць: гіст.-дакум. хроніка г. Гродна. — Мн., 1999 (у сааут.);
- Гісторыя Беларуси з 1795 года да вясны 1917 года: Вучэб. дапам. — Мн., 2001 (у сааут.);
- Каталікі Касцёл у заходніх абласцях Беларусі 1939—1941 гг. // Назаўсёды разам. Да 60-годззя уз’яднання Заходняй Беларусі з БССР. — Мн., 1999.